# Archipel 4
Archipel 4 (tout d'abord connue sous le nom de KTV5, ou également appelée Archipel 4 Télévision et stylisée en A4) était une chaîne de télévision privée locale de proximité diffusée en Guadeloupe. Il s'agissait d'une des premières chaînes locales privées de cette région monodépartementale française d'Outre-Mer.

## Histoire de la chaîne
En 1985, l'homme d'affaires libano-guadeloupéen Jacques Fahed, proche de Henri Debs, le plus grand producteur de la musique antillaise, décide de lancer une chaîne de télévision de proximité destinée à concurrencer la chaîne publique régionale RFO Guadeloupe, mais aussi les chaînes privées Éclair Télévision et Canal 10, créées quelques mois plus tard. Il la baptise KTV5, dont les initiales signifient Karukéra Télévision 5, en référence aux 5 îles constituant l'archipel guadeloupéen (Grande-Terre, Basse-Terre, Marie-Galante, Les Saintes et La Désirade)  . À ses débuts la chaîne n'émettait que dans l'agglomération de Pointe-à-Pitre, ainsi que sur le reste de la Grande-Terre et le nord et l'est de la Basse-Terre, tout comme Canal 10, alors qu'Éclair Télévision n'émettait que dans la région de Basse-Terre. Il faut noter que tout comme la plupart des premières chaînes de télévisions privées ultramarines, KTV5 fut considérée comme une télé pirate aux yeux du Conseil supérieur de l'audiovisuel (CSA). En 1990, le bâtonnier Félix Rodes, du barreau de la Guadeloupe, présenta une série d'émissions consacrées aux évènements de 1802 ayant conduit au rétablissement de l'esclavage dans l'île. 
En 1991, l'entreprise audiovisuelle locale LiberTV rachète KTV5, qui prend aussitôt le nom d'Archipel 4, en référence au caractère archipélagique de la Guadeloupe. Du 22 au 24 octobre de cette année-là, le CSA procéda à des auditions publiques des candidats ayant répondu à un appel aux candidatures publié le 14 décembre 1990 en vue de l'exploitation d'un ou de plusieurs services de télévision privés à caractère régional ou local aux Antilles Françaises. Parmi ces candidats figure le dossier de la chaîne Archipel 4, qui sera validé par le CSA le 19 novembre 1991, mais le début des émissions ne s'effectuera qu'à partir du 1er juin 1992,.
C'est en 1992 que la chaîne s'installe dans les anciens locaux de la radio RCI dans le quartier de Montauban à proximité du centre-ville du Gosier. Cette année-là, la future journaliste vedette de LCI et écrivaine guadeloupéenne Christine Kelly fit ses débuts sur Archipel 4 en présentant l'émission intitulée Caribscope, qui a pour thème l'actualité dans les Caraïbes.
Le 29 juillet 1997, le CSA lance un nouvel appel à candidatures pour l'exploitation de services de télévision privés à caractère régional ou local diffusés en clair par voie hertzienne terrestre sur le territoire de la Guadeloupe, en vue d'auditions qui ont eu lieu le 19 février 1998. Parmi les candidats, Archipel 4 y figure à nouveau, mais la chaîne locale ne s'est finalement pas présentée,.
Il faut noter qu'en plus d'émissions de proximité (sport, émissions de débat, culture, etc.) visant le public guadeloupéen, Archipel 4 diffusait des clips vidéos d'artistes des Antilles françaises, mais aussi d'artistes des îles anglophones et hispanophones de la grande Caraïbe et d'artistes français et internationaux et également des émissions sportives (notamment la retransmission de matches de la NBA) et culturelles (comme les Soul Train Awards ou l'élection de Miss Univers) en provenance des États-Unis dans leur version originale anglaise, des films français et étrangers (de tous genres) et des dessins animés, voire des séries télévisées que la chaîne se fit expédier par cassette vidéo de manière illégale, ce qui la considéra à nouveau comme une télé pirate entre la fin des années 1990 et le début des années 2000.
En 2001, à la suite de la décision prise par RFO Guadeloupe de ne plus retransmettre en direct le grand évènement sportif régional qu'est le Tour de la Guadeloupe (cycliste) en raison du fait que la télévision publique régionale souffre d'une baisse de ses audiences due à des contradictions entre des exigences techniques et des moyens limités, Archipel 4 signe un contrat avec la radio régionale Média Tropical pour le diffuser, malgré des problèmes techniques très fréquents, ce qui créa un succès d'audience surprise pour la chaîne et poussa à prolonger le contrat de diffusion pour 2 années supplémentaires, jusqu'en 2003, mais en 2004, elle perd les droits de diffusion exclusifs récupérés par Canal 10 et surtout par La Une Guadeloupe.      
À la suite d'une assemblée plénière ayant eu lieu le 28 janvier 2003, le CSA organise, le 19 mars de cette même année des auditions publiques en vue de candidatures lancées le 25 juin 2002 pour l'exploitation d'une chaîne locale dans les zones de Basse-Terre, Pointe-à-Pitre, Morne-à-Louis, Saint-Barthélemy et Saint-Martin (Guadeloupe). Parmi ces candidats figurait la société Archipel Quatre pour le service Archipel 4. Le 14 janvier 2004, le CSA décide de la présélectionner, puis le 23 août de cette même année, un projet de convention fut adopté en vue de la signature par la socitété Archipel Quatre, ce qui conduit à l'autorisation par le CSA de la diffusion des programmes de la chaîne le 3 décembre suivant dans la zone de Morne-à-Louis pour une durée de 5 ans,,.
À la suite de cette autorisation, la chaîne a dû dès 2003 revoir sa programmation en retirant de sa grille les films, dessins animés et retransmissions en direct d'évènements sportifs et culturels diffusés par les chaînes américaines (comme BET ou NBC) pour les remplacer par la diffusion d'émissions locales de proximité. Mais la diffusion de clips musicaux d'artsites locaux, nationaux ou internationaux continua néanmoins.
Le 9 février 2005, le CSA autorise Archipel 4 la diffusion de ses programmes dans la région pointoise, afin d'accroître son aire de couverture audiovisuelle. Mais celle-ci se soldera par un échec, lorsque la haute autorité audiovisuelle s'est rendu compte qu'en 2006, aucune émission n'est diffusée, ce qui l'a poussée à interdire la chaîne de diffuser ses programmes dans les zones où elle a été autorisée à le faire (Basse-Terre, Morne-a-Louis, Pointe-à-Pitre) et ce, dès la décision prise le 28 juin de cette année-là.
C'est donc le début de la fin pour Archipel 4, qui s'est vue imposer une procédure de sanction par le CSA le 17 octobre 2006, malgré la mise en demeure prononcée le 30 mai de cette même année. Lors de l'assemblée plénière qui s'est déroulée le 26 juin 2007 durant laquelle le CSA a dressé un état des lieux de la télévision locale aux Antilles et en Guyane, on apprend qu'Archipel 4 a été placée en liquidation judiciaire et que par conséquent, elle a cessé d'exister. Ceci traduit la déconvenue des chaînes de télévision privées locales en Outre-Mer. Cette décision a été confirmée le 5 septembre 2008, lorsque le CSA a annoncé la fin de la procédure de sanction de la chaîne,.

## Programmation
Archipel 4 diffusait des émissions locales de proximité (sports, débats de société, culture, musique, etc.) et pendant de nombreuses années, des évènements sportifs et culturels locaux, régionaux, voire internationaux. La chaîne a également diffusé des films, des dessins animés et de clips musicaux (notamment ceux des artistes produits par Henri Debs, ainsi que les siens). Les programmes débutaient à 8h ou 9h le matin pour se terminer le soir, aux alentours de 00h00. Durant la nuit et jusqu'à la reprise des programmes, le relais était assuré par la radio Zouk radio, jusqu'en 2002, année où les programmes furent dorénavant diffusés 24h/24. Parmi les émissions locales diffusées par KTV5 ou Archipel 4, on peut citer :
- La Guadeloupe de 1802 (1990) : série d'émissions consacrées aux évènements de 1802 ayant conduit au rétablissement de l'esclavage en Guadeloupe, présentée par l'avocat Félix Rodes ;
- Caribscope (1992) : magazine d'information traitant de l'actualité dans la Caraïbe présenté par Christine Kelly ;
- Pwan Ti Ban Là Sizé (Prends un banc et assieds-toi, 1997-2000) : émission où des contes créoles sont racontés par des conteurs guadeloupéens ;
- Plein Soleil (2002-2004) : Émission quotidienne diffusée le matin ;
- K d'école (2002-2004) : Magazine de société quotidien ;
- Plein Tubes (1996-2000) : Magazine musical présenté par Jeff ;
- Dédicaces Matin (1997-1999) : Émission matinale où les téléspectateurs dédiaient leurs morceaux musicaux favoris à leurs proches ;
- Kréyòl avé Henri Debs (Le Créole avec Henri Debs, 1999-2002) : Série d'émission où l'on apprend la langue créole avec Henri Debs ;
- Maxomania (1985-1995) : émission musicale présentée par Max Séverin, chanteur guadeloupéen spécialisé dans la salsa et meilleur ami d'Henri Debs

,

## Studios de la chaîne
Les premiers studios de KTV5 furent situés sur la rue Frébault à Pointe-à-Pitre, dans l'immeuble qui abrite la boutique des disques Henri Debs. Lorsque la chaîne devient Archipel 4 en 1991-92, les studios s'installent dans un bâtiment du quartier de Montauban au Gosier, autrefois occupé par la radio généraliste privée régionale Radio Caraïbes International et la chaîne y restera jusqu'à sa disparition en 2006-2007.